# Ty Dolla Sign
Ty Dolla Sign (talvolta reso graficamente Ty Dolla $ign o Ty$), pseudonimo di Tyrone William Griffin Jr. (Los Angeles, 13 aprile 1982), è un cantautore e produttore discografico statunitense.
Ha ottenuto per la prima volta un importante riconoscimento nel 2010 con la canzone Toot It and Boot It di YG, che aveva scritto e prodotto per Def Jam Recordings. Nell'estate del 2013, ha firmato un contratto discografico con Wiz Khalifa (Taylor Gang Records). Nel novembre 2015, ha pubblicato il suo album di debutto in studio, Free TC , che ha raggiunto il numero 14 della Billboard 200.
Ty Dolla Sign è noto per le sue canzoni Paranoid, Or Nah e Blasé, così come i suoi featuring Loyal, Post to Be, FourFiveSeconds, Swalla e Psycho, che è stata la sua prima canzone numero 1 sulla Billboard Hot 100.

## Biografia
Tyrone William Griffin Jr. è nato il 13 aprile 1982 a Los Angeles, California e cresce nel quartiere di South Central. Tyrone era un membro dei Bloods, gang criminale che imperversava a Los Angeles negli anni 80' e 90', mentre suo fratello era un membro dei Crips (gang rivale ai Bloods). Tyrone ha affermato che attraverso il coinvolgimento del padre (musicista nella band Lakeside), ha avuto modo di incontrare gruppi come Earth Wind & Fire o Prince da bambino, che ha incitato il suo amore e l'interesse per la musica soul.

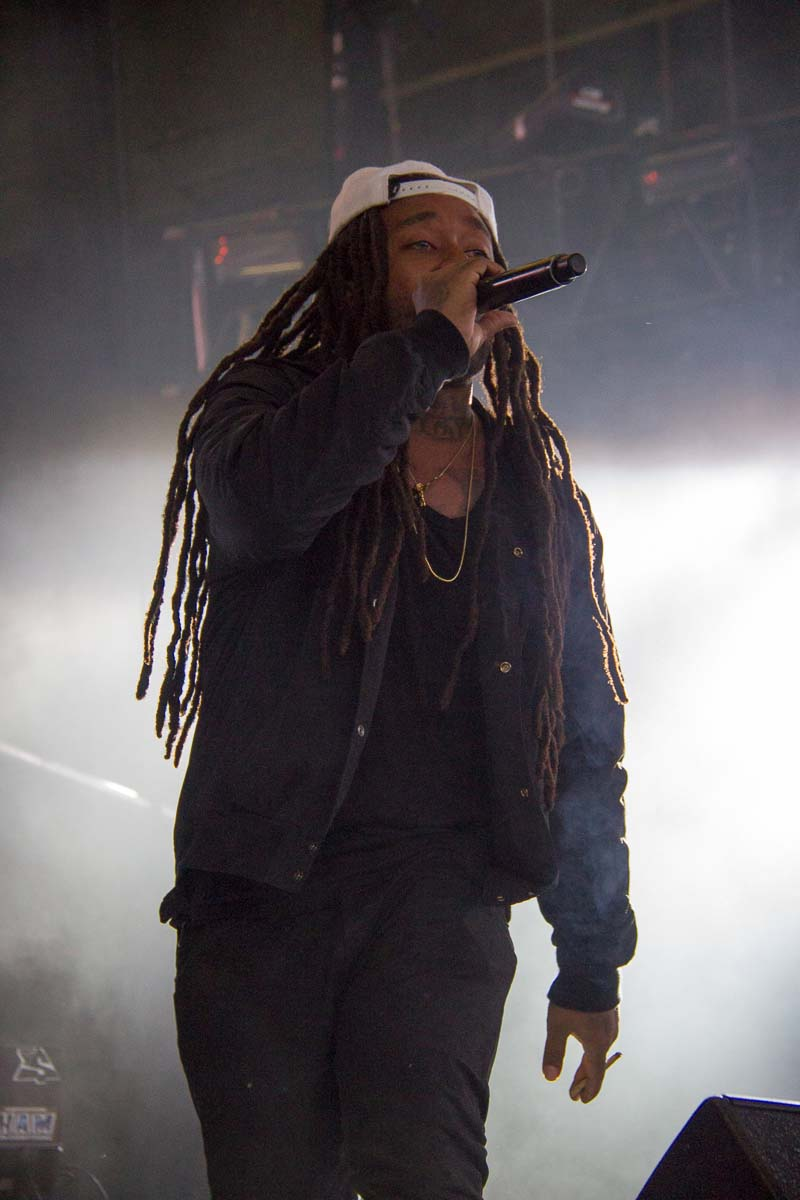
Ty Dolla Sign nel 2014.

Ty Dolla Sign è il figlio del musicista Tyrone Griffin, un membro della band Lakeside. Ty Dolla Sign ha iniziato la sua carriera musicale imparando a suonare il basso e in seguito ha imparato a suonare la batteria, la chitarra, la tastiera e l'MPC. Ty Dolla Sign e il suo compagno Kory hanno firmato un contratto discografico con Venus Brown e Buddah Brown Entertainment, rilasciando successivamente un mixtape, intitolato Raw & Bangin Mixtape Vol 2. Hanno anche cantato su canzoni come U, che è stata presentata su quest'ultimo nel 2007 con la registrazione di Popular Demand. Alla fine, tuttavia, i partner hanno avuto una caduta in relazione a queste imprese.
Dopo la disputa, Ty Dolla Sign avrebbe continuato a collaborare con il rapper YG di Los Angeles. L'iniziale affermazione di fama di Ty Dolla Sign è dovuta al successo del singolo Toot It and Boot It di YG, una canzone che ha scritto e prodotto insieme a YG. In seguito divenne affiliato al gruppo Pu Yky Ink Ink. Nel 2011, Ty Dolla Sign ha rilasciato la sua prima canzone da solista, intitolata All Star con Joe Moses, e prodotta da Fuego. Ty Dolla Sign ha poi rilasciato My Cabana, con Young Jeezy, che è stato classificato su Complex nelle migliori 50 canzoni del 2012. Ty Dolla Sign ha co-fondato il gruppo di produzione "D.R.U.G.S" accanto ad amici di lunga data e ai colleghi produttori musicali Chordz 3D e G Casso, l'ultimo dei quali è stato successivamente assassinato. Altri produttori si sono poi uniti a "D.R.U.G.S", Nate 3D, Buddah Shampoo, Fuego, Mustard e DJ Dahi.
Nel 2012, Ty Dolla Sign ha firmato un contratto discografico con la Atlantic Records. Dopo aver firmato con Atlantic Records, ha pubblicato il suo primo mixtape da solista, intitolato Beach House , il 1º ottobre 2012. Ha seguito il sequel del mixtape, Beach House 2, il 1 luglio 2013. Le caratteristiche di Beach House 2 sono gli ospiti da Too $ hort, Wiz Khalifa, Juicy J e Kirko Bangz. Il giorno seguente, è stato rivelato che Ty Dolla Sign ha firmato un accordo con la Taylor Gang Records di Wiz Khalifa. A metà del 2013, ha fatto un tour con Khalifa e A$AP Rocky.
Il 10 settembre 2013, Ty Dolla Sign ha rilasciato un singolo, intitolato Paranoid, che presenta un versetto del rapper di Atlanta B.o.B e la produzione di Mustard. La canzone è stata in seguito annunciata come il primo singolo del suo prossimo EP. Il 22 ottobre 2013, il video musicale diretto da Ethan Lader per Paranoid, è stato presentato in anteprima tramite Diddy. Il singolo è diventato molto popolare, con un picco al numero 29 della Billboard Hot 100 degli Stati Uniti ed è stato certificato disco di platino dalla Recording Industry Association of America (RIAA).
Il 7 gennaio 2014, Ty Dolla Sign ha rilasciato il suo secondo singolo intitolato Or Nah, con Wiz Khalifa e Mustard. La produzione della canzone è stata gestita da Mustard e contiene un campionamento di Some Cut di Trillville. Il video musicale è stato girato nel gennaio 2014. Il singolo è stato remixato con la voce del cantante canadese The Weeknd e in seguito è stato certificato triplo disco di platino dalla RIAA.

Il 21 gennaio 2014, Ty Dolla Sign ha rilasciato il suo principale progetto di debutto delle etichette, Beach House EP . L'EP presenta le apparizioni di Wiz Khalifa, Twista, Jay Rock, Trey Songz, French Montana, Travi$ Scott e Fredo Santana, mentre la produzione è stata gestita principalmente da Ty Dolla Sign, insieme a Mustard, Cardo e Young Chop. Ha affermato che l'EP avrebbe avuto un nuovo suono e che sarebbe su un altro livello rispetto ai suoi mixtape. Ty Dolla Sign descriveva l'EP come un'anteprima del suo album di debutto in studio, all'epoca previsto per il 2014. Il remix di Paranoid, con Trey Songz, French Montana e Mustard, è stato anche incluso nell'EP.

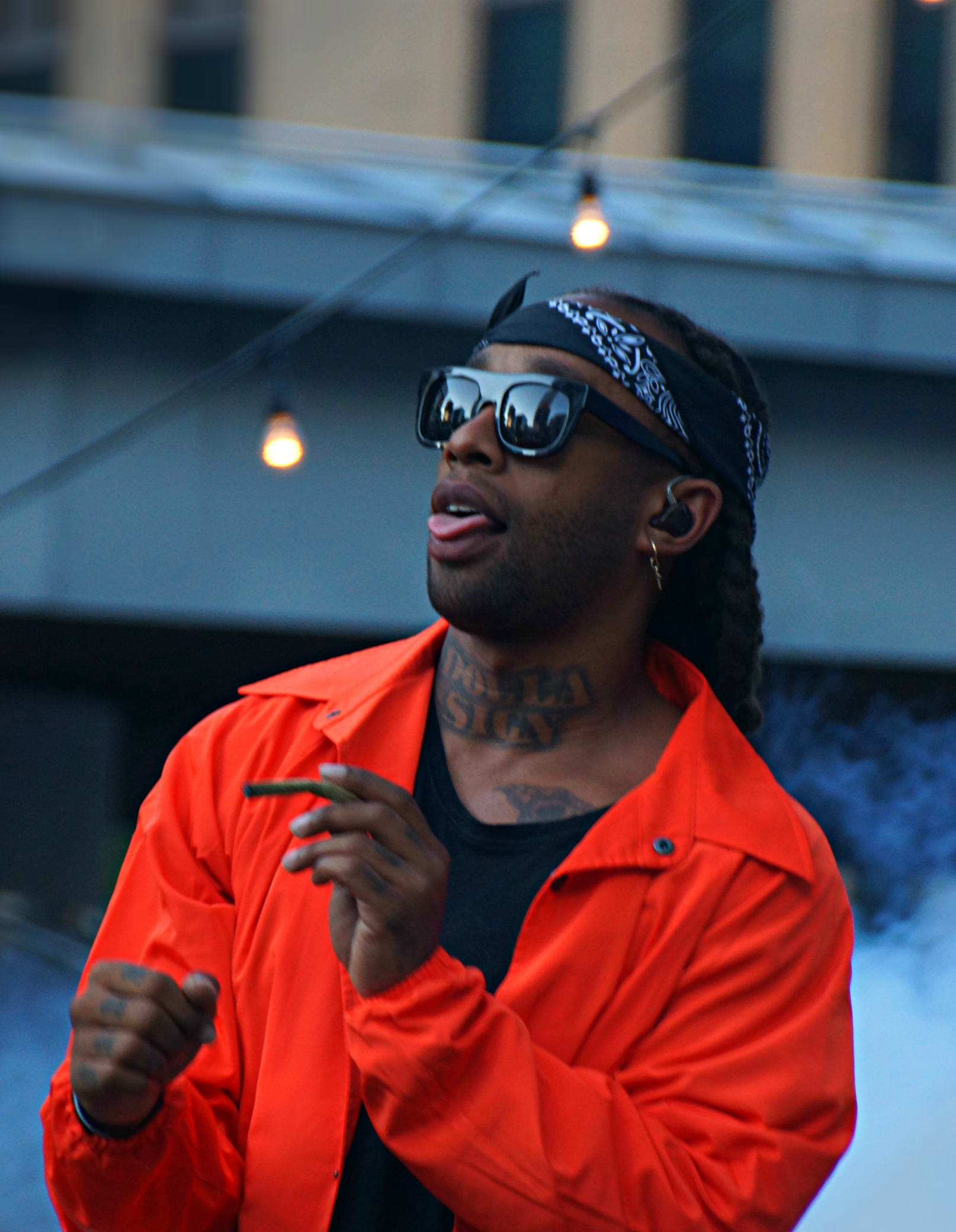
Ty Dolla Sign nel 2015.

Il 23 febbraio 2014, Ty Dolla Sign ha rivelato che il suo album di debutto in studio sarebbe stato intitolato Free TC , e sarebbe stato rilasciato durante il terzo trimestre del 2014. Ha detto a Revolt che aveva già completato otto canzoni per l'album e che andrà in tour, ovvero Under the Influence 3, con Wiz Khalifa nel 2014. Nel maggio 2014, Ty Dolla Sign disse a The Fader che avrebbe rilasciato un mixtape, intitolato Sign Language , che sarebbe poi seguito dall'album Free TC. Nell'agosto 2014, Ty Dolla Sign ha rivelato che Jeremih, Wiz Khalifa, YG, Yo Gotti e Jay 305, appariranno in Sign Language. Il 24 agosto 2014, lo stesso giorno in cui ha pubblicato il suo mixtape, Ty Dolla Sign ha detto a HotNewHipHop che ha lavorato con Rihanna su una traccia del suo prossimo album.
Mentre lavorava al suo album di debutto, Ty Dolla Sign è apparso nell'album di Chris Brown e Tyga Fan of a Fan: The Album, sul secondo brano Nothin 'Like Me, così come la canzone Play No Games di Big Sean nell'album Dark Sky Paradise. Il 26 maggio 2015, Ty Dolla Sign ha rilasciato il primo singolo di Free TC , intitolato Only Right, che presenta TeeCee4800, Joe Moses e YG ed è stato prodotto da Mustard. Il 26 giugno 2015, ha pubblicato il secondo singolo dell'album, intitolato Blasé, con Future e i Rae Sremmurd. Blasé è diventato disco di platino certificato dalla RIAA. L'album pre-order di Ty Dolla Sign e l'instant grat When I See Ya, con Fetty Wap, sono disponibili dall'11 settembre 2015. Il terzo singolo dell'album, Saved, con E-40, è stato certificato oro dalla RIAA.
Ty Dolla Sign ha rivelato che il 13 ottobre 2015, esattamente un mese prima che uscisse il suo album, avrebbe rilasciato un mixtape intitolato Airplane Mode. L'album di debutto di Ty Dolla Sign, Free TC , è stato rilasciato il 13 novembre 2015, tramite Taylor Gang Records e Atlantic Records. L'album ha debuttato al numero 14 della Billboard 200, con 31.000 unità album equivalenti e vendite della prima settimana di 22.000 copie negli Stati Uniti. Nel febbraio 2016, le Fifth Harmony hanno pubblicato il singolo Work from Home con Ty Dolla Sign, che ha raggiunto il picco al numero 4 nella Billboard Hot 100. Nel giugno 2016, Ty Dolla Sign, Lil Wayne, Wiz Khalifa, Imagine Dragons, Logic e X Ambassadors hanno pubblicato il singolo di collaborazione Sucker for Pain per la colonna sonora del film Suicide Squad. Nell'agosto 2016, Ty e il cantante Nick Jonas hanno eseguito il brano Bacon agli MTV Video Music Awards, dove anche Ty ha vinto la migliore collaborazione per Work from Home con le Fifth Harmony. Il 23 settembre 2016, Ty ha pubblicato un album intitolato Campaign, che ha raggiunto il picco al numero 28 nella Billboard 200.
Il 19 giugno 2016, Ty Dolla Sign ha annunciato che il suo prossimo progetto a seguire Campaign sarebbe Beach House 3 e che questo sarebbe stato un album piuttosto che un mixtape. Il singolo principale Love U Better con Lil Wayne e The-Dream è stato rilasciato il 10 luglio 2017. Il secondo singolo So Am I con Damian Marley e Skrillex, è stato rilasciato il 1º settembre 2017. L'album è stato pubblicato il 27 ottobre 2017 e ha debuttato al numero 11 della Billboard 200. Sempre nel 2017 Ty Dolla Sign collabora con Jason Derulo e Nicki Minaj nel brano Swalla, ottenendo un notevole successo planetario. Nello stesso anno collabora con i The Americanos, Lil Yachty e French Montana nel brano In My Foreign per il film xXx - Il ritorno di Xander Cage.
Nel mese di febbraio 2018, Ty Dolla Sign ha cantato nel singolo di Post Malone Psycho, che ha raggiunto la posizione numero 1 della Billboard Hot 100. Nel maggio 2018, ha cantato con Christina Aguilera nel singolo Accelerate insieme a 2 Chainz, il primo singolo estratto dall'ottavo album di Aguilera Liberation. Il 1º giugno, ha cantato All Mine con Kanye West. L'8 giugno è apparso in Freeee (Ghost Town, Pt. 2) di Kids See Ghosts, nell'album Kids See Ghosts. Il 14 giugno è apparso nel singolo di Bhad Bhabie Trust Me. Il 16 giugno è stato protagonista di Boss per l'album congiunto di Beyoncé e Jay-Z, Everything Is Love. Nel 2018, ha partecipato al singolo Me So Bad di Tinashe con French Montana, che ha avuto un discreto successo in Giappone, Australia e Nuova Zelanda. È stato anche presente nell'album di Drake, Scorpion, nella canzone After Dark. Sempre nel 2018 ha collaborato con Dinah Jane nel singolo Bottled Up.
Il 26 ottobre 2018, Ty Dolla Sign e Jeremih pubblicarono un album collaborativo con lo pseudonimo combinato MihTy attraverso Def Jam Recordings e Atlantic Records. Hanno intitolato l'album MIH-TY (una stilizzazione alternativa del loro nome di gruppo). Il duo ha pubblicato diversi singoli durante la stagione autunnale del 2018 in previsione dell'uscita dell'album, e ha eseguito The Light a Jimmy Kimmel Live! nella settimana che precede il debutto dell'album. Nel 2019 pubblica svariate collaborazioni con artisti come J. Cole, Juicy J, Megan Thee Stallion ed altri artisti.
Nel 2020 Ty Dolla Sign torna a pubblicare musica da lead artist lanciando i singoli Ego Death con FKA twings, Kanye West e Skrillex ed Expensive con Nicki Minaj tutti e tre estratti dall'album in studio Featuring Ty Dolla Sign, pubblicato il 23 ottobre 2020. Nell'anno 2021 pubblica il brano I Won insieme Jack Harlow e 24kGoldn come primo estratto dalla colonna sonora Fast & Furious 9 - The Fast Saga.
Nel 2021 inoltre Ty realizza il mixtape  Cheers to the Best Memories insieme al duo canadese dvsn. Il mixtape di 11 tracce presenta anche la collaborazione di Mac Miller, YG e Rauw Alejandro. Sempre nel 2021 comparve nel singolo Family di David Guetta con A Boogie wit da Hoodie e la cantante italiana Annalisa. Nel 2022 rilasciò il singolo Champions con Wiz Khalifa, e dopo essere comparso in due singoli di The Notorious B.I.G. rilasciò My Friends con Mustard e Lil Durk. Nel 2023 rilasciò il singolo 2022 e in seguito rilasciò Motion, prima senza featuring poi con Chris Brown. 
Sempre nel 2023 ufficializzò di collaborare con Kanye West in tre album, rilasciarono nel 2023 il singolo Vultures con Lil Durk e Bump J, e decisero di chiamarsi con l'appellativo ¥$. Rilasciarono poi nel 2024 il singolo Talking, interpretato da North West (la figlia di Ye), e a seguire pubblicano Carnival con Playboi Carti e Rich the Kid per poi rilasciare l'album Vultures 1. La data del secondo album non venne però rispettata e si creò un'attesa all'uscita, Ye in un'intervista dichiarò che sarebbe uscito il 3 maggio, ma non uscì. Il 2 agosto rilasciarono il singolo Slide e il giorno seguente è la volta di Vultures 2.

## Stile musicale
Ty Dolla Sign canta rap, combinando elementi di musica hip hop e R&B contemporaneo. Quando gli è stato chiesto se fosse un rapper, ha dichiarato: "La gente lo chiamerebbe rap, ma io davvero non mi sento un cantante rap. Ci sono così tanti grandi rapper".

## Controversie
Il 10 dicembre 2018, è stato arrestato per possesso di cocaina.  Sebbene per tale reato l'artista abbia rischiato una condanna a 15 anni di prigione, in un secondo momento è riuscito a patteggiare ottenendo la possibilità di scontare la sua pena seguendo un corso di prevenzione all'utilizzo di droghe.

## Vita privata
Ty Dolla Sign ha una figlia di nome Jailynn. Dal 2017 al 2019, l'artista ha avuto una relazione con la cantante Lauren Jauregui, ex componente delle Fifth Harmony.

## Discografia

### Album in studio
Solista
- 2015 – Free TC
- 2017 – Beach House 3
- 2020 – Featuring Ty Dolla Sign

Collaborativi
- 2018 – MihTy (con Jeremih come MihTy)
- 2021 – Cheers to the Best Memories (con dvsn)
- 2024 – Vultures 1 (con Kanye West come ¥$)
- 2024 – Vultures 2 (con Kanye West come ¥$)